# 邢台市图书馆
邢台市图书馆，是一座位于河北省邢台市信都区钢铁北路与莲池大街东北角的国家一级图书馆。建筑面积2.5万平方米，藏书51万册。

## 历史
1978年，邢台市图书馆正式成立，馆址位于信都区育才南路。
1980年8月，市图书馆建成并对外开放。
2008年初，邢台市政府确定启动市图书馆迁建工程。
2009年4月，位于钢铁北路与莲池大街东北角新址正式开工建设。
2012年6月，市图书馆新址建成并向公众免费开放。